# Luis López Escoriaza
Luis López Escoriaza (San Sebastián, 1909 - Majadahonda, 1985) fue un dibujante y pintor español del siglo xx.

## Biografía
Hijo de Pedro López Alfaro y de Ana Escoriaza, nace en San Sebastián el 9 de agosto de 1909. Se inició en el dibujo y la pintura de la mano del pintor gallego Manuel Bujados y de Pedro Antequera Azpiri. Estudió en el Liceo Francés de Madrid, donde conoció a su amigo, el pintor y escenógrafo Víctor Cortezo. Ambos expusieron conjuntamente su obra por vez primera en Madrid en 1931, en el salón de El Heraldo. Se licenció en Filosofía y Letras en la Universidad Complutense de Madrid. Obtuvo una beca de intercambio de la Junta para la Ampliación de Estudios en ese mismo año por el New Jersey State Teachers College.
En 1932 participa en el XV Salón de Humoristas en el Círculo de Bellas Artes de Madrid, exposición organizada por la Unión de Dibujantes Españoles y apoyada, ese año, por José Francés como presidente y Federico Ribas como vicepresidente. En 1934 expuso en el Ateneo de Madrid. En 1935 contrae matrimonio con Carmen Cortezo, hermana de Víctor Cortezo, con la que tuvo seis hijos. La guerra civil le sorprende en casa de sus padres en San Juan de Luz, donde residirá con su familia hasta el inicio de la Segunda Guerra Mundial, viéndose forzado a dejar Francia y, dado que su padre era argentino, a trasladarse a Buenos Aires, ciudad en la que vivirá seis años, con frecuentes estancias en Montevideo, donde entabló amistad con el crítico de arte uruguayo Luis Eduardo Pombo. Expuso en Buenos Aires y en la capital uruguaya. 
En 1945 regresó a España, realizando diversas exposiciones, entre las cuales cabe destacar la de la galería Biosca (Madrid). En los seis años que residió en Madrid trabajó en el Ministerio de Agricultura. En 1952 fue a Roma a trabajar en la FAO como funcionario de las Naciones Unidas. En 1959 expuso allí, en la galería L'Orbita, una serie de 25 acuarelas de tema africano, fruto de un viaje a Ghana con motivo de un congreso de la FAO. Residió en Roma hasta 1982, regresando a Madrid ese mismo año. Muere en Majadahonda el 21 de diciembre de 1985.
Exposiciones:
1927:  XV Salón de Humoristas -  Círculo de Bellas Artes, Madrid.
1931:  Salón de El Heraldo, Madrid (junto a Víctor Cortezo).
1934:  Salón del Ateneo, Madrid (colectiva).
1939:  Comité Francés de Socorros de Guerra, Buenos Aires (colectiva).
1940:  Galería Domingo Viau, Buenos Aires (personal).
1942:  Amigos del Arte, Montevideo (personal).
1951:  I Salón de Ilustradores. Museo Nacional de Arte Moderno, Madrid (colectiva).
1951:  Galería Biosca, Madrid (personal).
1959:  Galleria D'Arte L'Orbita, Roma (personal).